# Arnold Goswin von Rittberg
Arnold Goswin von Rittberg (* 1680 in Soest; † 8. Dezember 1751 in Halle) war ein preußischer Generalmajor und Chef eines schlesischen Garnisonsregiments sowie Erbherr auf Gudenberg und Neudeck in Westpreußen.

## Leben

### Herkunft
Seine Eltern waren Gerhard von Rittberg (1649–1701) und dessen Ehefrau Anna Katharina, geborene von Moller.

### Militärkarriere
1696 kam er in das kurbrandenburgische Regiment „Varenne zu Fuß“. 1705 wurde er Fähnrich, am 23. April 1712 Hauptmann und am 15. August 1723 Major. König Friedrich Wilhelm I. machte ihn zum Gouverneur der Prinzen August Wilhelm, Heinrich und Ferdinand. Am 1. Mai 1733 wurde er Oberstleutnant. Im Jahr 1739 nahm er seinen Abschied. Als Friedrich II. den Thron übernahm, kam er zurück. Im Jahr 1744 wurde er Generalmajor und erhielt ein Garnisonregiment in den niederschlesischen Städten Patschkau, Nimptsch und Ottmachau. Aufgrund einer Krankheit nahm er 1747 seinen Abschied. Er starb am 8. Dezember 1751 in Halle.
Mit dem Regiment „Varenne“ kämpfte er in den Schlachten von Höchstädt, am Schellenberg und von Malplaquet. Ferner beteiligte er sich bei den Belagerungen von Ryssel, Douay, Geldern und Stralsund. Rittberg war Ritter des Ordens Pour le Mérite.

### Familie
Er war mit Charlotte von Schönaich (* 1690) aus dem Haus Karnitten (zweimalige Witwe, 1. eines von Daser, 2. des Oberstleutnants Ernst Friedrich Finck von Finckenstein (1680–1727)) verheiratet. Das Paar blieb ohne Kinder.